# Ernst-Barlach-Gesamtschule (Dinslaken)
Die Ernst-Barlach-Gesamtschule (kurz: EBGS) ist eine Gesamtschule in Dinslaken. Benannt wurde sie nach dem Künstler und Schriftsteller Ernst Barlach. Sie existiert seit 1985 und ist Nachfolgeschule des Ernst-Barlach-Gymnasiums, dessen Schulgebäude in der Stadtmitte sie übernahm.
Die Jahrgänge 5 und 6 werden separat am ebenfalls innerstädtischen Standort Goethestraße unterrichtet. Zurzeit besuchen die EBGS circa 1400 Schüler (2020/21). Sie ist damit die größte Schule Dinslakens. In der Sekundarstufe I ist die Gesamtschule sechszügig, in der gymnasialen Oberstufe dreizügig. Das Lehrerkollegium besteht aus etwa 150 Lehrkräften.

## Namensgeber der Schule – Ernst Barlach
Ernst Heinrich Barlach (* 2. Januar 1870 in Wedel; † 24. Oktober 1938 in Rostock) war ein deutscher Bildhauer, Schriftsteller und Zeichner. Barlach ist besonders bekannt für seine Holzplastiken und Bronzen. Seine Werke werden unter anderem von der 1946 gegründeten Ernst Barlach Gesellschaft in Hamburg erforscht, betreut und international ausgestellt. Im Rahmen des 35-jährigen Bestehens der EBGS im Jahr 2020 wurden einige Werke der Barlach-Ausstellung an der Schule für die Öffentlichkeit ausgestellt.

## Schulprogramm
Es gibt für die Schüler vielfältige Möglichkeiten sich im Schulleben einzubringen zum Beispiel im Rahmen der Theaterarbeit: So führen Schüler der EBGS u. a. jedes Jahr ein Weihnachtstheater für die Grundschulen in Dinslaken auf. Zudem findet seit 1992 jedes Jahr im November die mehrtägige Literaturwoche mit Lesungen bekannter Kinder- und Jugendbuchautoren statt, die in Gesprächen mit den Schülern zum Lesen und Schreiben animieren. Als Gastautoren konnten bisher u. a. Max von der Grün, Willi Fährmann, Mario Giordano, Knister, Kristina Dunker, Inge Meyer-Dietrich und Alexa Hennig von Lange gewonnen werden.
Arbeitsgemeinschaften und offene Angebote bieten eine Vielzahl von Möglichkeiten auch ohne unterrichtlichen Leistungsdruck Interessen und Neigungen zu entfalten und Akzeptanz, Anerkennung und Selbstwertgefühl zu erfahren. Es gibt vielfältige Angebote aus dem Bereich Sport, Technik, Kunst und Musik. Die bestehende Arbeitsgemeinschaft „Wassertröpfchen“ und das Projekt „Trennsetter“ sind von der Landesregierung besonders ausgezeichnet worden.
Insbesondere die von den Klassenlehrern betreuten offenen Klassenzimmer als Ort der Begegnung von Schülern mit Lehrern außerhalb des Unterrichts sind eine der Möglichkeiten, in denen Beratung, aber auch Konfliktbewältigung und Erziehung stattfinden können. Zur Persönlichkeitsentwicklung tragen außerdem die Projekttage der Schule bei in denen individuelle und soziale Kompetenzen vermittelt werden. Beispiele für Themen innerhalb der Projekttage sind Suchtprophylaxe, Partnerschaft, Lebensplanung und Berufsorientierung.
Die Berufsorientierung stellt insgesamt einen Schwerpunkt der schulischen Arbeit dar. So tragen der Technikunterricht in der Sekundarstufe I und II, die ausgeprägte Zusammenarbeit mit den Partnern wie der niederrheinischen IHK und der Unternehmerverbandgruppe Duisburg und die umfangreiche Berufs- und Studienwahlberatung zur Berufswahlentscheidung der Absolventen bei.

## Die gymnasiale Oberstufe
An der Ernst-Barlach-Gesamtschule kann die gymnasiale Oberstufe zum Erwerbs des Abiturs besucht werden.

### Das Fächerangebot
In den drei Aufgabenfeldern der gymnasialen Oberstufe werden an der EBGS folgende Fächer zur Wahl angeboten:
1. Deutsch, Englisch, Französisch, Spanisch, Italienisch, Latein, Kunst, Musik, Literatur
2. Geschichte, Erdkunde, Erziehungswissenschaften, Philosophie, Sozialwissenschaften
3. Mathematik, Physik, Chemie, Biologie, Technik

Dazu die Fächer Sport und Religion.

### Kooperation mit den Gymnasien
Ein umfassendes Angebot an Leistungskursen in der Qualifikationsphase (Jahrgänge 12 und 13) und die Fortführung einer Vielzahl von Grundkursen werden durch die bestehende Kooperation mit den benachbarten Gymnasien ermöglicht. Schüler der EBGS besuchen also teilweise Kurse an diesen Schulen, im Gegenzug sind Schülerinnen des Theodor-Heuss-Gymnasiums und des Otto-Hahn-Gymnasiums Teilnehmer der EBGS-Kurse.

## Auszeichnungen
- Die Ernst-Barlach Gesamtschule ist 2020 für das Engagement im Bereich Umwelt und Nachhaltigkeit als „Schule der Zukunft“ ausgezeichnet worden.[8]
- Im Jahr 2021 folgte die Auszeichnung als „MINT-freundliche Schule“ durch die nationale Initiative „MINT Zukunft schaffen!“.[9]